# Holt (Alabama)
Holt – jednostka osadnicza w Stanach Zjednoczonych, w stanie Alabama, w hrabstwie Tuscaloosa.